# Liste der Baudenkmäler in Tisens
Die Liste der Baudenkmäler in Tisens (italienisch Tesimo) enthält die 51 als Baudenkmäler ausgewiesenen Objekte auf dem Gebiet der Gemeinde Tisens in Südtirol.
Basis ist das im Internet einsehbare offizielle Verzeichnis der Baudenkmäler in Südtirol. Dabei kann es sich beispielsweise um Sakralbauten, Wohnhäuser, Bauernhöfe und Adelsansitze handeln. Die Reihenfolge in dieser Liste orientiert sich an der Bezeichnung, alternativ ist sie auch nach der Adresse oder dem Datum der Unterschutzstellung sortierbar.

## Liste
| Foto |                 | Bezeichnung                                                                        | Standort                                    | Eintragung                   | Beschreibung | Metadaten                                                                                                  |
| ---- | --------------- | ---------------------------------------------------------------------------------- | ------------------------------------------- | ---------------------------- | --- | --- |
| ja   | Datei hochladen | Armenhaus ID: 17601                                                                | 46° 33′ 45″ N, 11° 10′ 16″ O                | 5. Okt. 1981 (BLR-LAB 5768)  | Ländliches Wohnhaus/Bauernhof | KG: Tisens Bauparzelle: 40                                                                                 |
| ja   | Datei hochladen | Baumann ID: 17613                                                                  | 46° 33′ 12″ N, 11° 10′ 47″ O                | 3. März 1951 (MD)            | Ländliches Wohnhaus/Bauernhof | KG: Tisens Bauparzelle: 110 Grundparzelle: 418/1, 420/3, 420/8                                             |
| ja   | Datei hochladen | Bergfried, „Pfister“ und Burggelände mit Umfassungsmauer der Zwingenburg ID: 50569 | 46° 32′ 54″ N, 11° 10′ 5″ O                 | 11. Feb. 2013 (BLR-LAB 212)  | Burganlage | KG: Tisens Bauparzelle: 680, 681 Grundparzelle: 332/2                                                      |
| ja   | Datei hochladen | Berl ID: 17622                                                                     | 46° 32′ 31″ N, 11° 7′ 57″ O                 | 5. Okt. 1981 (BLR-LAB 5768)  | Wohnhaus | KG: Tisens Bauparzelle: 215 zum Zeitpunkt der Unterschutzstellung, aktuell (2014) Bp. 705                  |
| ja   | Datei hochladen | Bildstock bei St. Jakob in Grissian ID: 17633                                      | 46° 31′ 57″ N, 11° 10′ 43″ O                | 5. Okt. 1981 (BLR-LAB 5768)  | Bildstock | KG: Tisens Grundparzelle: 1797                                                                             |
| ja   | Datei hochladen | Burgruine im Holz ID: 17632                                                        | 46° 32′ 28″ N, 11° 10′ 10″ O                | 5. Okt. 1981 (BLR-LAB 5768)  | Burgruine | KG: Tisens Grundparzelle: 1775                                                                             |
| ja   | Datei hochladen | Casatsch (Pfeffersburg) ID: 17630                                                  | 46° 32′ 51″ N, 11° 11′ 52″ O                | 5. Okt. 1981 (BLR-LAB 5768)  | Burgruine | KG: Tisens Bauparzelle: 560                                                                                |
| ja   | Datei hochladen | Fahlburg ID: 17612                                                                 | 46° 33′ 13″ N, 11° 10′ 49″ O                | 3. März 1951 (MD)            | Ansitz | KG: Tisens Bauparzelle: 109 Grundparzelle: 420/7                                                           |
| ja   | Datei hochladen | Faznager ID: 17590                                                                 | 46° 33′ 51″ N, 11° 10′ 10″ O                | 5. Okt. 1981 (BLR-LAB 5768)  | Ländliches Wohnhaus/Bauernhof | KG: Tisens Bauparzelle: 18                                                                                 |
| ja   | Datei hochladen | Fieger ID: 17615                                                                   | 46° 33′ 15″ N, 11° 10′ 36″ O                | 5. Okt. 1981 (BLR-LAB 5768)  | Ländliches Wohnhaus/Bauernhof | KG: Tisens Bauparzelle: 131/1                                                                              |
| ja   | Datei hochladen | Gärtner ID: 17589                                                                  | 46° 33′ 52″ N, 11° 10′ 9″ O                 | 5. Okt. 1981 (BLR-LAB 5768)  | Ländliches Wohnhaus/Bauernhof | KG: Tisens Bauparzelle: 14/1, 14/2                                                                         |
| ja   | Datei hochladen | Gaßbauer ID: 17596                                                                 | 46° 33′ 49″ N, 11° 10′ 15″ O                | 5. Okt. 1981 (BLR-LAB 5768)  | Ländliches Wohnhaus/Bauernhof | KG: Tisens Bauparzelle: 31                                                                                 |
| ja   | Datei hochladen | Gasthof zum Adler ID: 17599                                                        | 46° 33′ 47″ N, 11° 10′ 10″ O                | 5. Okt. 1981 (BLR-LAB 5768)  | Gasthaus | KG: Tisens Bauparzelle: 48/1                                                                               |
| ja   | Datei hochladen | Gasthof zum Löwen ID: 17600                                                        | 46° 33′ 45″ N, 11° 10′ 12″ O                | 5. Okt. 1981 (BLR-LAB 5768)  | Gasthaus | KG: Tisens Bauparzelle: 50/1                                                                               |
| ja   | Datei hochladen | Greifenegg ID: 17603                                                               | 46° 33′ 1″ N, 11° 10′ 28″ O                 | 5. Okt. 1981 (BLR-LAB 5768)  | Ansitz | KG: Tisens Bauparzelle: 78                                                                                 |
| ja   | Datei hochladen | Hasler ID: 17619                                                                   | 46° 34′ 27″ N, 11° 9′ 46″ O                 | 5. Okt. 1981 (BLR-LAB 5768)  | Ländliches Wohnhaus/Bauernhof | KG: Tisens Bauparzelle: 152                                                                                |
| ja   | Datei hochladen | Holer ID: 17588                                                                    | 46° 33′ 55″ N, 11° 10′ 12″ O                | 5. Okt. 1981 (BLR-LAB 5768)  | Ländliches Wohnhaus/Bauernhof | KG: Tisens Bauparzelle: 7                                                                                  |
| ja   | Datei hochladen | Kapelle beim Gfrillner Badl ID: 17628                                              | 46° 32′ 18″ N, 11° 7′ 40″ O                 | 5. Okt. 1981 (BLR-LAB 5768)  | Kapelle | KG: Tisens Bauparzelle: 297/2                                                                              |
| ja   | Datei hochladen | Kapelle beim Stuber ID: 17634                                                      | 46° 32′ 18″ N, 11° 10′ 33″ O                | 5. März 1990 (BLR-LAB 1195)  | Bildstock | KG: Tisens Grundparzelle: 1829                                                                             |
| ja   | Datei hochladen | Katzenzungen ID: 17606                                                             | 46° 33′ 14″ N, 11° 11′ 5″ O                 | 3. März 1951 (MD)            | Burg/Schloss | KG: Tisens Bauparzelle: 95                                                                                 |
| ja   | Datei hochladen | Kessler ID: 17595                                                                  | 46° 33′ 50″ N, 11° 10′ 14″ O                | 5. Okt. 1981 (BLR-LAB 5768)  | Ländliches Wohnhaus/Bauernhof | KG: Tisens Bauparzelle: 29                                                                                 |
| ja   | Datei hochladen | Klingler ID: 17610                                                                 | 46° 33′ 13″ N, 11° 10′ 46″ O                | 5. Okt. 1981 (BLR-LAB 5768)  | Ländliches Wohnhaus/Bauernhof | KG: Tisens Bauparzelle: 105/1                                                                              |
| ja   | Datei hochladen | Liedl ID: 17604                                                                    | 46° 33′ 8″ N, 11° 10′ 47″ O                 | 3. Juni 1965 (MD)            | Ländliches Wohnhaus/Bauernhof | KG: Tisens Bauparzelle: 87/1, 87/2                                                                         |
| ja   | Datei hochladen | Mair am Turm in Grissian ID: 17626                                                 | 46° 32′ 27″ N, 11° 11′ 14″ O                | 3. März 1951 (MD)            | Ländliches Wohnhaus/Bauernhof | KG: Tisens Bauparzelle: 249                                                                                |
| ja   | Datei hochladen | Mairhäusl ID: 17594                                                                | 46° 33′ 51″ N, 11° 10′ 14″ O                | 5. Okt. 1981 (BLR-LAB 5768)  | Ländliches Wohnhaus/Bauernhof | KG: Tisens Bauparzelle: 28                                                                                 |
| ja   | Datei hochladen | Nalser Kreuzkapelle ID: 17629                                                      | 46° 32′ 36″ N, 11° 11′ 39″ O                | 5. Okt. 1981 (BLR-LAB 5768)  | Kapelle | KG: Tisens Bauparzelle: 357                                                                                |
| BW   | Datei hochladen | Perdonig (Heufler) ID: 17616                                                       | 46° 33′ 15″ N, 11° 10′ 29″ O                | 5. Okt. 1981 (BLR-LAB 5768)  | Ansitz | KG: Tisens Bauparzelle: 136/1                                                                              |
| ja   | Datei hochladen | Pfarrkirche Maria Himmelfahrt mit Friedhofskapelle und Friedhof ID: 17592          | 46° 33′ 49″ N, 11° 10′ 12″ O                | 5. Okt. 1981 (BLR-LAB 5768)  | Kirche | KG: Tisens Bauparzelle: 23, 59 Grundparzelle: 85                                                           |
| ja   | Datei hochladen | Pfarrwidum ID: 17593                                                               | 46° 33′ 51″ N, 11° 10′ 13″ O                | 5. Okt. 1981 (BLR-LAB 5768)  | Widum/Kanonikerhaus | KG: Tisens Bauparzelle: 27                                                                                 |
| ja   | Datei hochladen | Platzbauer ID: 17611                                                               | 46° 33′ 14″ N, 11° 10′ 45″ O                | 5. Okt. 1981 (BLR-LAB 5768)  | Ländliches Wohnhaus/Bauernhof | KG: Tisens Bauparzelle: 106                                                                                |
| ja   | Datei hochladen | Rathaus (Frankenberg) ID: 17591                                                    | 46° 33′ 49″ N, 11° 10′ 10″ O                | 5. Okt. 1981 (BLR-LAB 5768)  | Ansitz | KG: Tisens Bauparzelle: 19                                                                                 |
| ja   | Datei hochladen | Resch ID: 17587                                                                    | 46° 33′ 55″ N, 11° 10′ 9″ O                 | 5. Okt. 1981 (BLR-LAB 5768)  | Ländliches Wohnhaus/Bauernhof | KG: Tisens Bauparzelle: 5                                                                                  |
| ja   | Datei hochladen | Richterhäusl ID: 17598                                                             | Richterhaus 33 46° 33′ 46″ N, 11° 10′ 18″ O | 5. Okt. 1981 (BLR-LAB 5768)  | Wohnhaus | KG: Tisens Bauparzelle: 39/1                                                                               |
| BW   | Datei hochladen | Saltenbichl ID: 17607                                                              | Prissian 109 46° 33′ 24″ N, 11° 10′ 49″ O   | 5. Okt. 1981 (BLR-LAB 5768)  | Wohnhaus | KG: Tisens Bauparzelle: 96                                                                                 |
| ja   | Datei hochladen | Schmiedhaus ID: 17597                                                              | 46° 33′ 47″ N, 11° 10′ 14″ O                | 5. Okt. 1981 (BLR-LAB 5768)  | Ländliches Wohnhaus/Bauernhof | KG: Tisens Bauparzelle: 38                                                                                 |
| ja   | Datei hochladen | St. Anton Abt ID: 17631                                                            | 46° 33′ 30″ N, 11° 10′ 53″ O                | 5. Okt. 1981 (BLR-LAB 5768)  | Kirchenruine | KG: Tisens Grundparzelle: 662                                                                              |
| ja   | Datei hochladen | St. Christoph ID: 17617                                                            | 46° 34′ 3″ N, 11° 10′ 49″ O                 | 5. Okt. 1981 (BLR-LAB 5768)  | Kirche | KG: Tisens Bauparzelle: 140                                                                                |
| ja   | Datei hochladen | St. Hippolyt in Naraun ID: 17618                                                   | 46° 34′ 52″ N, 11° 9′ 41″ O                 | 5. Okt. 1981 (BLR-LAB 5768)  | Kirche | KG: Tisens Bauparzelle: 148                                                                                |
| ja   | Datei hochladen | St. Jakob in Grissian ID: 17625                                                    | 46° 31′ 57″ N, 11° 10′ 43″ O                | 5. Okt. 1981 (BLR-LAB 5768)  | Kirche | KG: Tisens Bauparzelle: 241                                                                                |
| ja   | Datei hochladen | St. Martin in Prissian ID: 17605                                                   | 46° 33′ 12″ N, 11° 11′ 1″ O                 | 5. Okt. 1981 (BLR-LAB 5768)  | Kirche | KG: Tisens Bauparzelle: 92                                                                                 |
| ja   | Datei hochladen | St. Nikolaus in Gfrill ID: 17624                                                   | 46° 33′ 3″ N, 11° 8′ 39″ O                  | 5. Okt. 1981 (BLR-LAB 5768)  | Kirche | KG: Tisens Bauparzelle: 233                                                                                |
| ja   | Datei hochladen | St. Sebastian in Platzers ID: 17621                                                | 46° 33′ 24″ N, 11° 7′ 14″ O                 | 5. Okt. 1981 (BLR-LAB 5768)  | Kirche | KG: Tisens Bauparzelle: 196                                                                                |
| ja   | Datei hochladen | Steinbrücke in Prissian ID: 50634                                                  | 46° 33′ 9″ N, 11° 10′ 46″ O                 | 12. Okt. 2021 (BLR-LAB 873)  | 1308 erstmals urkundlich erwähnte Brücke | KG: Tisens                                                                                                 |
| BW   | Datei hochladen | Steinmann ID: 17620                                                                | 46° 35′ 12″ N, 11° 9′ 24″ O                 | 5. Okt. 1981 (BLR-LAB 5768)  | Ländliches Wohnhaus/Bauernhof | KG: Tisens Bauparzelle: 168/3                                                                              |
| ja   | Datei hochladen | Unter-Haslraster ID: 17623                                                         | 46° 32′ 50″ N, 11° 8′ 24″ O                 | 5. Okt. 1981 (BLR-LAB 5768)  | Ländliches Wohnhaus/Bauernhof | KG: Tisens Bauparzelle: 222                                                                                |
| ja   | Datei hochladen | Unterbäck ID: 17614                                                                | 46° 33′ 12″ N, 11° 10′ 51″ O                | 5. Okt. 1981 (BLR-LAB 5768)  | Ländliches Wohnhaus/Bauernhof | KG: Tisens Bauparzelle: 111                                                                                |
| ja   | Datei hochladen | Untertreibgasser ID: 17608                                                         | 46° 33′ 16″ N, 11° 10′ 45″ O                | 12. Okt. 1987 (BLR-LAB 6181) | Ländliches Wohnhaus/Bauernhof | KG: Tisens Bauparzelle: 97                                                                                 |
| ja   | Datei hochladen | Wehrburg ID: 17627                                                                 | Prissian 7 46° 32′ 56″ N, 11° 11′ 9″ O      | 26. Juni 1956 (MD)           | Burg/Schloss | KG: Tisens Bauparzelle: 255, 256 Grundparzelle: 1975, 1976, 1977, 1978, 1979, 1980, 1981/1, 1981/2, 1981/3 |
| ja   | Datei hochladen | Widum in Gfrill ID: 50654                                                          | 46° 33′ 3″ N, 11° 8′ 39″ O                  | 28. März 2024 (RIP 309032)   | Widum | KG: Tisens Bauparzelle: 232 Grundparzelle: 1712,1713                                                       |
| ja   | Datei hochladen | Zehenter ID: 17609                                                                 | 46° 33′ 14″ N, 11° 10′ 43″ O                | 5. Okt. 1981 (BLR-LAB 5768)  | Ländliches Wohnhaus/Bauernhof | KG: Tisens Bauparzelle: 100                                                                                |
| ja   | Datei hochladen | Zwingenburg ID: 17602                                                              | 46° 32′ 55″ N, 11° 10′ 3″ O                 | 5. Okt. 1981 (BLR-LAB 5768)  | Teil der Burgruine und naher Bauernhof; dieses Baudenkmal umfasst nur einen kleinen Teil der Burgruine, der Hauptteil ist unter dem Namen Bergfried, „Pfister“ und Burggelände mit Umfassungsmauer der Zwingenburg (ID: 50569) geschützt; der dazugehörige Bauernhof befindet sich auf 46° 32′ 54,9″ N, 11° 10′ 1,2″ O. | KG: Tisens Bauparzelle: 75, 76                                                                             |

Falls bei einem Baudenkmal keine Koordinaten bekannt sind, werden ersatzweise die Katasterdaten zum Zeitpunkt der Unterschutzstellung angegeben. Diese sind weder offiziell noch zwingend aktuell.
Die vom Landesdenkmalamt übernommenen Adressen können veraltet sein.
| Foto:   | Fotografie des Denkmals. Klicken des Fotos erzeugt eine vergrößerte Ansicht. Daneben finden sich zwei Symbole: |
| ID      | Identifikator beim Südtiroler Landesdenkmalamt                                                                 |
| KG      | Katastralgemeinde                                                                                              |
| MD      | Ministerialdekret                                                                                              |
| BLR-LAB | Beschluss der Landesregierung – Landesausschussbeschluss                                                       |